# Ибиаса
Ибиаса (порт. Ibiaçá) — муниципалитет в Бразилии, входит в штат Риу-Гранди-ду-Сул. Составная часть мезорегиона Северо-запад штата Риу-Гранди-ду-Сул. Входит в экономико-статистический микрорегион Санандува. Население составляет 4383 человека на 2006 год. Занимает площадь 350,870 км². Плотность населения — 12,5 чел./км².

## История
Город основан 22 ноября 1965 года.

## Статистика
- Валовой внутренний продукт на 2003 составляет 67.830.525,00 реалов (данные: Бразильский институт географии и статистики).
- Валовой внутренний продукт на душу населения на 2003 составляет 14.777,89 реалов (данные: Бразильский институт географии и статистики).
- Индекс развития человеческого потенциала на 2000 составляет 0,838 (данные: Программа развития ООН).